# هالسترن
هالسترن (به هلندی: Halsteren) یک منطقهٔ مسکونی در هلند است که در Bergen op Zoom واقع شده‌است. هالسترن ۱۳٬۲۳۸ نفر جمعیت دارد.